# Crónica general vulgata
La Crónica General vulgata, también llamada Tercera crónica general, es una versión refundida en el siglo XIV de la Estoria de España de Alfonso X el Sabio a partir de su Versión primitiva (la redactada por el taller alfonsí de 1270 a 1274, que fue utilizada para componer la historia de España desde sus orígenes hasta los hechos de Don Pelayo, correspondiente al capítulo 564 de la edición de Menéndez Pidal titulada Primera crónica general) y de la denominada Versión crítica, o segunda redacción del scriptorium del rey Sabio elaborada entre 1282 y su muerte, interpolando su texto con otra versión alfonsina perdida, llamada Versión concisa, en la parte correspondiente a los reinados de Pelayo a Bermudo III de León (caps. 565-801 de la Primera crónica general).
El arquetipo de la Crónica general vulgata elaborado a mediados del siglo XIV sufrió una pérdida de más cincuenta capítulos, lo que dio lugar a que un refundidor posterior intentara con torpeza restablecer la continuidad narrativa completando los materiales perdidos, por lo que la versión de la Crónica... que se ha conservado en cinco códices manuscritos (dos de la Biblioteca Nacional de España —ms. 828 y 10.216; otro de la Biblioteca de El Escorial, el Y-I-9; uno más de la Real Biblioteca de Madrid, II-2038 y uno de la biblioteca de la Caja de Ahorros de Salamanca, el ms. 39, denominado S1) y la edición impresa de Florián de Ocampo de 1541 (Las cuatro partes enteras de la Crónica de España que mandó componer el serenísimo rey don Alonso llamado el Sabio) acabó siendo una versión muy poco fiel de la Estoria de España tal y como la concibió Alfonso X. Esta edición de Ocampo, denominada también Crónica general de Alfonso X, utiliza la Crónica general vulgata hasta su tercera parte, que llega hasta la muerte de Bermudo III, pero se continúa con otros materiales procedentes de una familia (la similar al manuscrito F) de la Versión sanchina de la Estoria de España, de la Crónica de Castilla y de la Crónica particular de San Fernando para completar su «cuarta parte» o historia de los reyes de Castilla. Sin embargo, esta Crónica general vulgata o Tercera crónica general fue considerada por mucho tiempo la auténtica historia alfonsí, con lo que, a pesar de que se lamentaran sus graves problemas, alcanzó una enorme difusión y fue la crónica de referencia para los historiadores hasta el siglo XIX.
Actualmente, y gracias a las investigaciones de María del Mar Bustos, entre otros filólogos que ya habían identificado las distintas versiones y crónicas alfonsíes (Diego Catalán, Inés Fernández-Ordóñez...), se ha podido reconstruir el arquetipo de la Crónica general vulgata utilizando como base los manuscritos más fieles a la versión original: el ms. S1 (de la Caja de Ahorros de Salamanca) y el llamado O-C, correspondiente al escurialense Y-I-9, que reproduce la CGV (siglas frecuentes para esta crónica) en su extensión completa.